# Otto Wilhelm Thomé
Otto Wilhelm Thomé (1840 - 1925) fue un ilustrador y botánico alemán, nacido en Colonia; muy conocido por sus compendios de ilustraciones botánicas en Flora von Deutschland, Österreich und der Schweiz in Wort und Bild für Schule und Haus (Flora de Alemania, Austria y Suiza en Palabras e Imágenes para la Escuela y el Hogar), primero de cuatro volúmenes con un total de 572 ilustraciones botánicas, publicado en 1885 en Gera, Alemania. Luego se agregarían otros ocho volúmenes al conjunto por Walter Migula con su reedición en 1903.

## Ilustraciones de Thomé

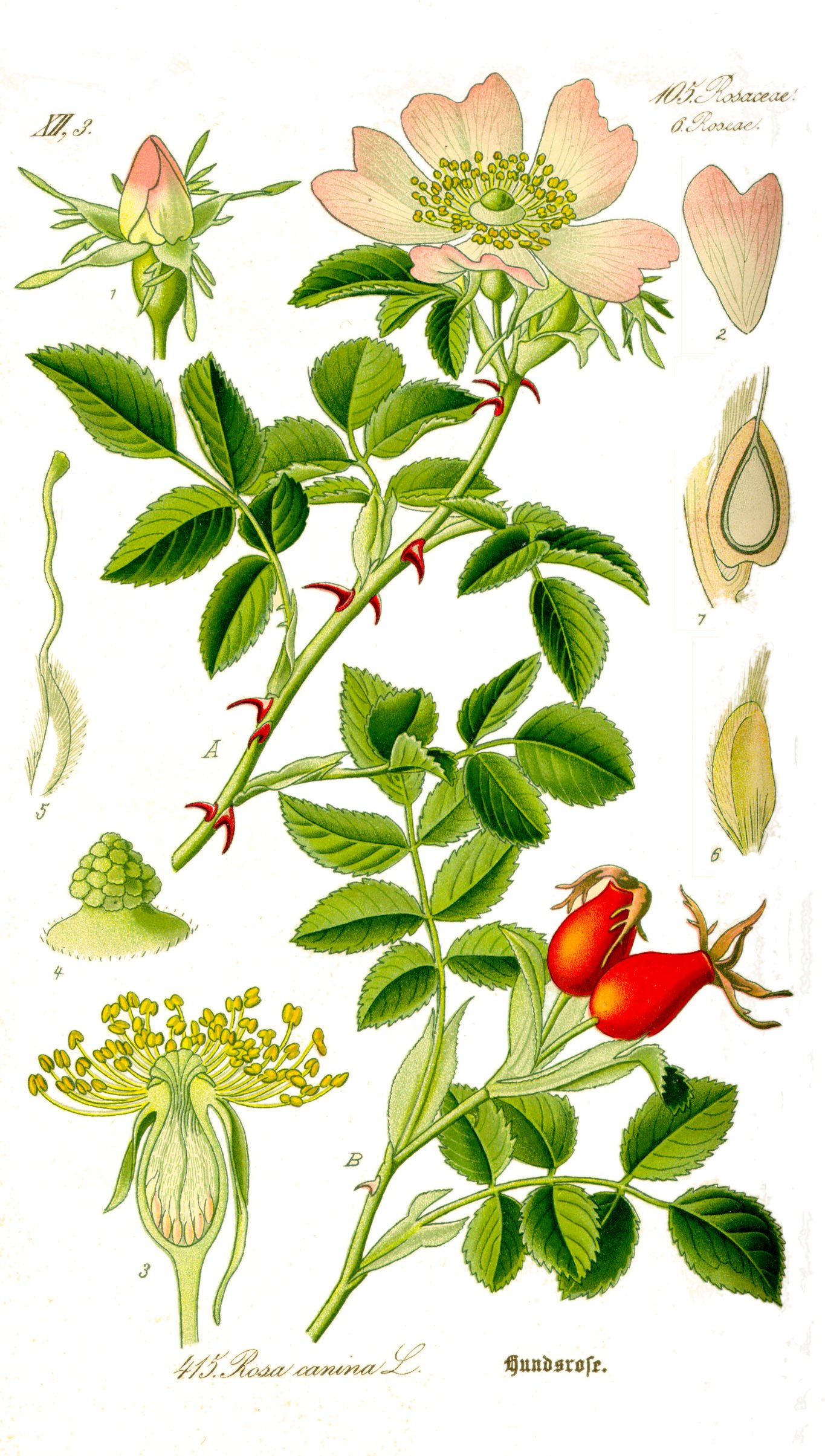
Rosa canina L.
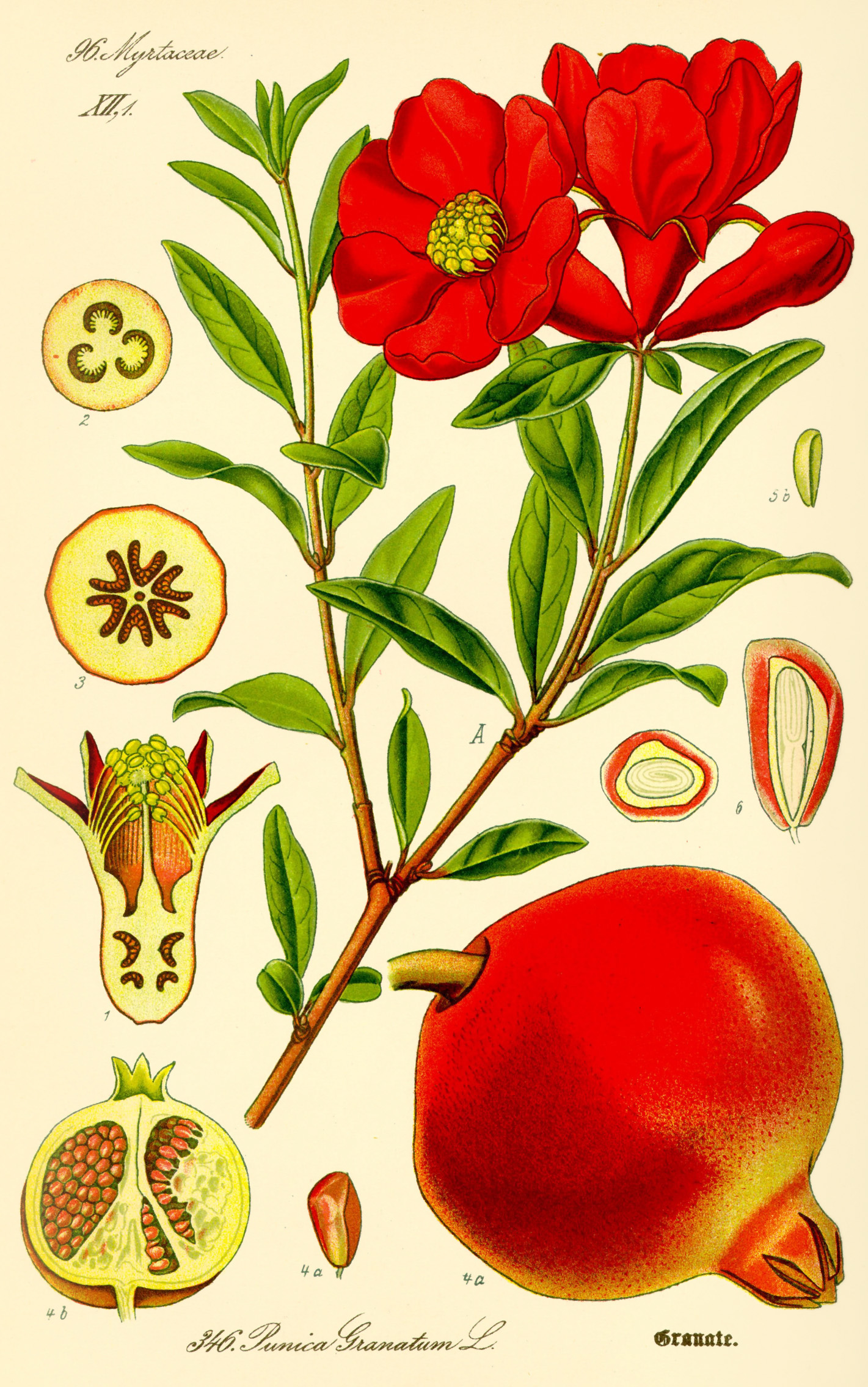
Punica granatum L.
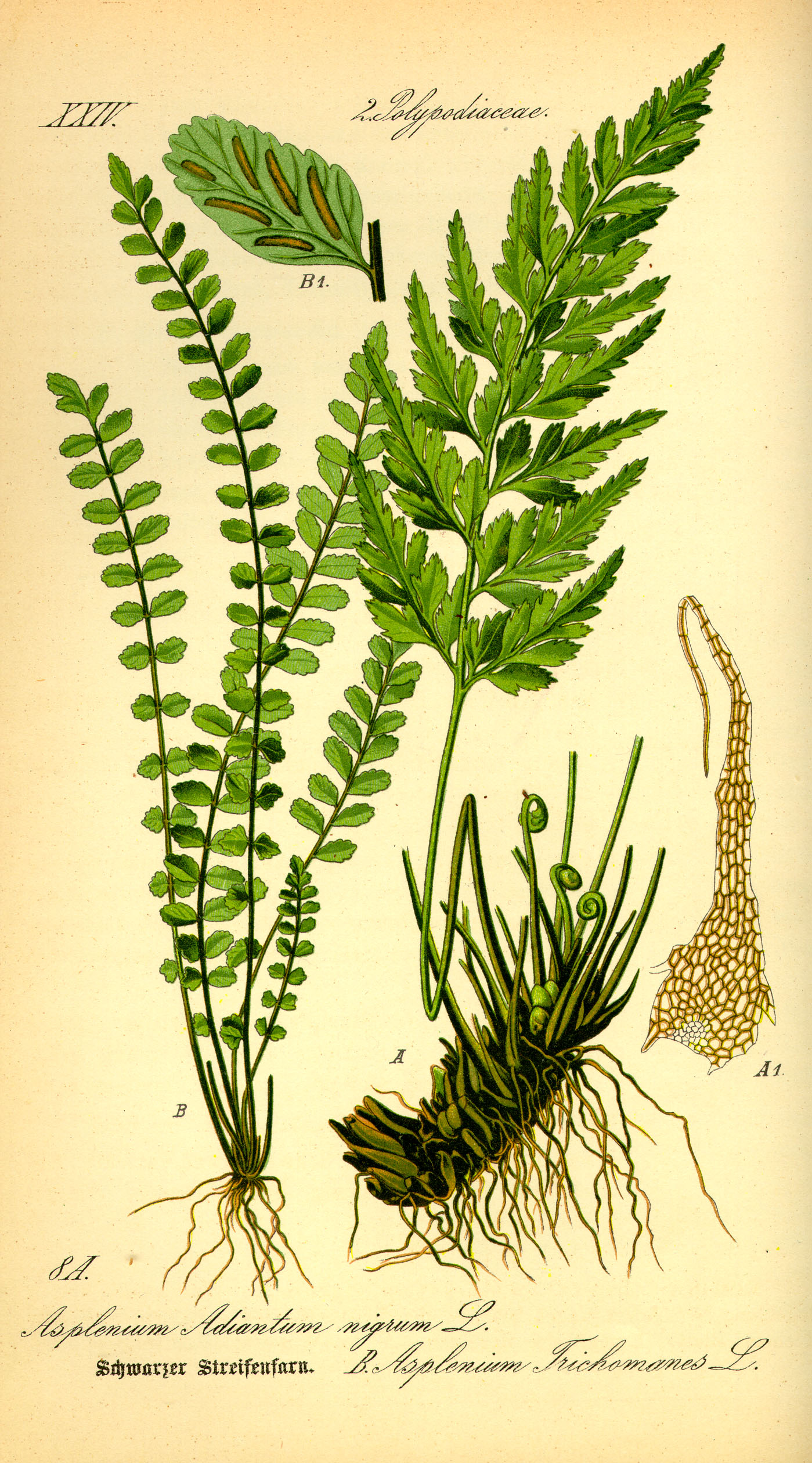
Asplenium trichomanes Thunb.
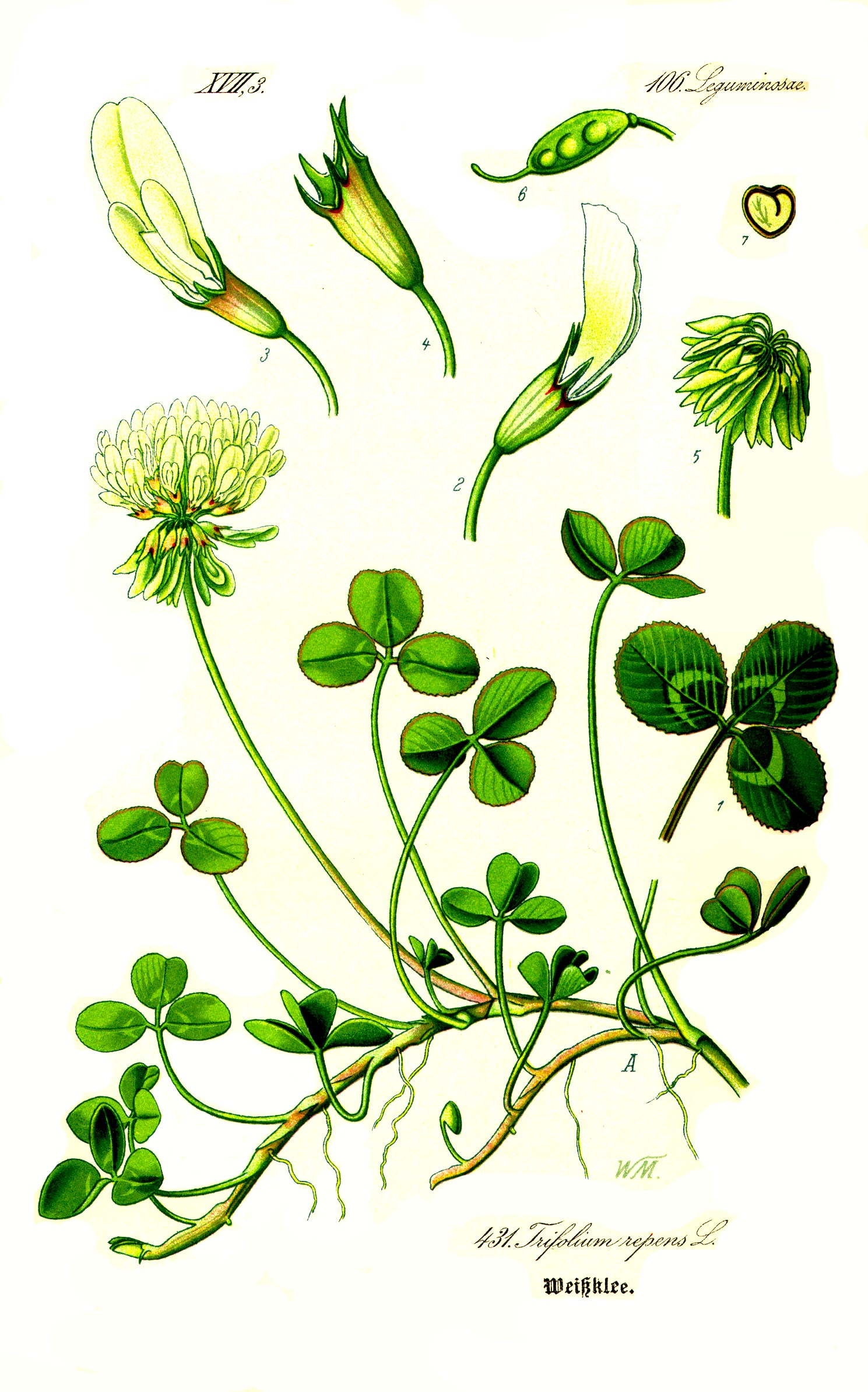
Trifolium repens L.

## Honores

### Epónimos
- (Piperaceae) Peperomia thomeana C.DC.[1]

- (Rubiaceae) Ixora thomeana (K.Schum.) G.Taylor[2]

- La abreviatura «Thomé» se emplea para indicar a Otto Wilhelm Thomé como autoridad en la descripción y clasificación científica de los vegetales.[3]